# چمن‌آباد
چمن‌آباد، روستایی است از توابع بخش سلامی و در شهرستان خواف استان خراسان رضوی ایران.

## آب و هوا
چمن آباد دارای هوای گرم و خشک است. در فصل بهار ، هوا معتدل و بهاری و در فصل تابستان ، هوا گرم و آفتابی و در فصل پاییز ، هوا معتدل و سرد و در فصل زمستان هوا بسیار سرد و بارانی و برفی است. در کل چهار فصل است و متناسب با هر فصل ، هوای آن فصل را دارد.

## جمعیت
این روستا در دهستان بالاخواف قرار داشته و بر اساس سرشماری سال ۱۳۸۵ جمعیت آن (۴۰۸خانوار) ۱٬۵۶۱نفر
بوده است.